# Eliostato

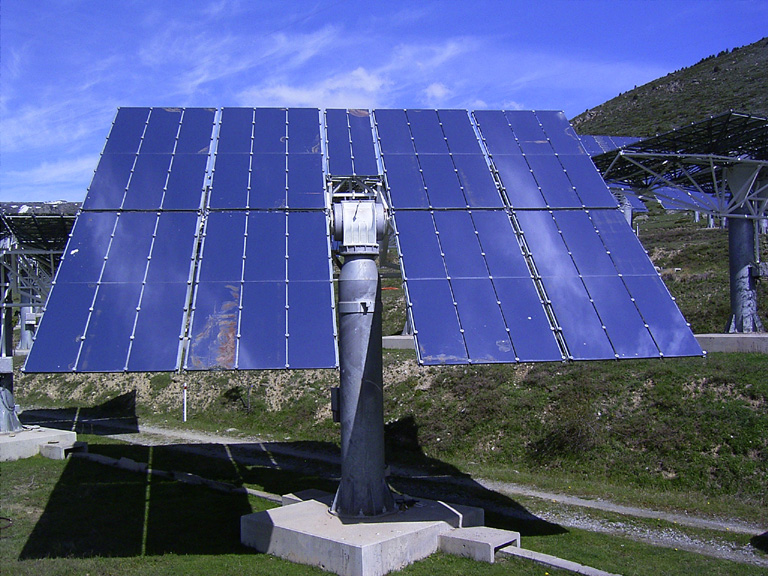
Un eliostato

L'eliostato è un dispositivo utilizzato per seguire il percorso del Sole durante l'arco del giorno e viene soprattutto utilizzato per concentrare il calore del Sole verso una caldaia, che riscalda dell'acqua che diventa vapore e aziona una turbina collegata ad un alternatore.

## Storia
Nonostante non ne sia l'inventore, la prima menzione di un eliostato viene fatta dal fisico olandese Willem 's Gravesande in un'opera del 1742. In essa la rotazione dell'eliostato è collegata a un meccanismo ad orologeria. Numerosi furono gli scienziati che contribuirono al perfezionamento dell'eliostato: tra questi vi fu anche il fisico Jean Thiébault Silbermann.
Léon Foucault decise di utilizzare uno strumento simile, il siderostato, per l'osservazione della volta celeste, grazie all'introduzione della nuova tipologia di specchi con un elevato indice di riflettività. Lo scopo era l'uso di grandi strutture fisse per l'esplorazione delle stelle che permettessero costi ridotti e minori difficoltà tecniche.

## Utilizzo
Inizialmente queste strutture vennero impiegate per studiare la composizione della luce del Sole.
Gli eliostati vengono principalmente utilizzati in impianti che sfruttano l'energia solare con sistemi di concentrazione solare, ad esempio il Solar Project e la Centrale solare di Thémis, oppure nelle fornaci solari, come quella di Odeillo. Il loro impiego riguarda essenzialmente la focalizzazione in un unico punto di tutta la luminosità che riflettono.